# سنجدک (خمین)
سنجدک (خمین)، روستایی از توابع بخش مرکزی شهرستان خمین در استان مرکزی ایران است.نام دیگر روستا زنجیرک است. روستای سنجدک در 20کیلومتری شمال خمین قرار دارد.فاصله آن تا مرکز استان 45کیلومتر است و در جوار روستاهای ماهورزان وپندرجان قرار دارد. اخیرا این سه روستا باهم تجمیع شده و به نام سده حمزلو نامگذاری شده است. دارای آب و هوای معتدل و مطلوب است . بسیاری از مردم روستا در اثر خشکسالی‌های اخیر و نبود شغل و درآمد به شهرها مهاجرت کرده‌اند.شغل اغلب مردم روستا کشاورزی و دامداری است.

## جمعیت
این روستا در دهستان حمزه لو قرار دارد و براساس سرشماری مرکز آمار ایران در سال ۱۳۸۵، جمعیت آن ۱۰۸ نفر ساکن دائمی (۳۳خانوار) بوده‌است.